# Fargo (film)
Fargo – amerykański dramat kryminalny z 1996 roku w reżyserii braci Ethana i Joela Coenów, którzy również napisali scenariusz. W rolach głównych wystąpili Frances McDormand jako ciężarna szeryf Marge Gunderson, William H. Macy jako desperacki sprzedawca samochodów Jerry Lundegaard oraz Steve Buscemi i Peter Stormare jako wynajęci przez niego przestępcy. 
Film opowiada historię nieudolnego porwania zorganizowanego przez Jerry'ego Lundegaarda, który zatrudnia dwóch kryminalistów do uprowadzenia własnej żony, by wyłudzić okup od jej bogatego ojca. Plan szybko wymyka się spod kontroli, prowadząc do serii brutalnych morderstw w mroźnym krajobrazie Minnesoty i Dakoty Północnej, które bada przenikliwa i metodyczna policjantka Marge Gunderson.
Fargo zyskał uznanie krytyków za połączenie napięcia, przemocy i absurdalnego humoru, charakterystycznego dla twórczości braci Coen. Film zdobył dwa Oscary: dla Frances McDormand za najlepszą kobiecą rolę pierwszoplanową oraz dla braci Coen za najlepszy scenariusz oryginalny. Został również nominowany w pięciu innych kategoriach, w tym za najlepszą reżyserię i najlepszy film.
Charakterystycznym elementem produkcji jest wykorzystanie lokalnego dialektu i kultury środkowo-zachodniej Ameryki, a także kontrastowe zestawienie brutalnych zbrodni z idyllicznymi, pokrytymi śniegiem krajobrazami i pozornie spokojnym życiem małomiasteczkowej społeczności. Film rozpoczyna się od napisu informującego, że przedstawione wydarzenia oparte są na prawdziwej historii, co jednak było mistyfikacją twórców.
Fargo jest powszechnie uznawany za jedno z najwybitniejszych dzieł braci Coen i jeden z najważniejszych filmów lat 90. W 2006 roku został wybrany przez Bibliotekę Kongresu Stanów Zjednoczonych do National Film Registry jako „kulturalnie, historycznie lub estetycznie znaczący”. W 2014 roku na podstawie filmu powstał serial telewizyjny o tym samym tytule, który choć osadzony w tym samym uniwersum, przedstawia nowe postacie i historie.

## Opis fabuły
Akcja filmu rozgrywa się wśród śniegów Minnesoty (rodzinnego stanu Coenów). Jerry Lundegaard (Macy), dyrektor sprzedaży w salonie samochodowym swego teścia, wpada w finansowe tarapaty, których szczegóły nie są podane. Wynajmuje dwóch psychopatycznych bandziorów (Buscemi i Stormare), aby porwali jego żonę – pieniądze na okup zamierza wyłudzić od jej ojca. Tuż po porwaniu samochód sprawców zostaje zatrzymany do rutynowej kontroli przez samotnego policjanta, jeden z porywaczy go morduje. Od tego momentu nic nie powstrzyma tragicznego rozwoju wypadków. Bandytów ściga prowincjonalna policjantka w zaawansowanej ciąży, Marge Gunderson (McDormand).

## Obsada
- Frances McDormand jako Marge Gunderson
- William H. Macy jako Jerry Lundegaard
- Steve Buscemi jako Carl Showalter
- Peter Stormare jako Gaear Grimsrud
- Harve Presnell jako Wade Gustafson
- Kristin Rudrüd jako Jean Lundegaard
- Tony Denman jako Scotty Lundegaard

## Produkcja
Zdjęcia kręcono w Dakocie Północnej i Minnesocie (m.in. w Minneapolis).